# Buellia arenaria
Buellia arenaria är en lavart som beskrevs av Müll. Arg. 1893. Buellia arenaria ingår i släktet Buellia och familjen Caliciaceae.   Inga underarter finns listade i Catalogue of Life.